# Фортунатова, Надежда Николаевна
Наде́жда Никола́евна Фортуна́това (в девичестве Казимирчу́к; род. 27 сентября 1978) — украинская фехтовальщица-шпажистка. Выступала за национальную сборную Украины по фехтованию в 2000-х годах, обладательница трёх бронзовых медалей чемпионатов Европы, участница летних Олимпийских игр в Афинах.

## Биография
Надежда Казимирчук родилась 27 сентября 1978 года в городе Киеве Украинской ССР. Проходила подготовку в секции киевского спортивного общества «Динамо».
В 1999 окончила Национальный университет физического воспитания и спорта Украины.
Первого серьёзного успеха на взрослом международном уровне добилась в сезоне 2002 года, когда вошла в основной состав украинской национальной сборной и побывала на чемпионате Европы в Москве, откуда привезла награду бронзового достоинства, выигранную в командном зачёте шпажисток.
Благодаря череде удачных выступлений удостоилась права защищать честь страны на летних Олимпийских играх 2004 года в Афинах, однако уже стартовой встрече женского личного зачёта со счётом 9:10 потерпела поражение от китаянки Чжан Ли и сразу же выбыла из борьбы за медали, расположившись в итоговом протоколе на 23 строке.
После афинской Олимпиады Казимирчук осталась в составе украинской национальной сборной и продолжила принимать участие в крупнейших международных соревнованиях. Так, в 2005 году она завоевала бронзовую медаль в командном зачёте шпажисток на европейском первенстве в Залаэгерсеге.
В 2006 году на чемпионате Европы в Измире получила бронзу в личном зачёте, уступив на стадии полуфиналов россиянке Татьяне Логуновой.
Завершила спортивную карьеру по окончании сезона 2007/2008.